# Giải vô địch bóng đá nữ U-18 châu Âu 1999
Giải vô địch bóng đá nữ U-18 châu Âu 1999 là Giải vô địch bóng đá nữ U-18 châu Âu thứ hai (sau này đổi thành Giải vô địch bóng đá nữ U-19 châu Âu), diễn ra từ ngày 3 tới 7 tháng 8 năm 1999. Thụy Điển lên ngôi vô địch trong giải đấu vòng tròn.

## Vòng loại ngoài

### Vòng một
28 đội tuyển tham dự được chia thành tám bảng gồm ba hoặc bốn đội, thi đấu vòng tròn một lượt từ 10 tháng 9 tới 8 tháng 12 năm 1998, chọn ra tám đội đầu bảng lọt vào vòng tứ kết.

#### Bảng 1
- Địa điểm thi đấu: Becerril, Palencia (Tây Ban Nha)

| Đội         | Tr | T | H | B | BT | BB | HS | Đ |
| ----------- | -- | - | - | - | -- | -- | -- | - |
| Pháp        | 3  | 2 | 1 | 0 | 10 | 3  | +7 | 7 |
| Tây Ban Nha | 3  | 1 | 2 | 0 | 5  | 4  | +1 | 5 |
| Thụy Sĩ     | 3  | 0 | 2 | 1 | 2  | 3  | -1 | 2 |
| Wales       | 3  | 0 | 1 | 2 | 3  | 10 | -7 | 1 |

#### Bảng 2
- Địa điểm thi đấu: Paraćin, Kruševac (Cộng hòa Liên bang Nam Tư)

| Đội      | Tr | T | H | B | BT | BB | HS  | Đ |
| -------- | -- | - | - | - | -- | -- | --- | - |
| Ý        | 3  | 3 | 0 | 0 | 22 | 0  | +22 | 9 |
| Nam Tư   | 3  | 2 | 0 | 1 | 14 | 2  | +12 | 6 |
| Israel   | 3  | 1 | 0 | 2 | 3  | 12 | -9  | 3 |
| Slovenia | 3  | 0 | 0 | 3 | 0  | 25 | -25 | 0 |

#### Bảng 3
- Địa điểm thi đấu: Shrewsbury, Birmingham, Stafford, Telford, Stoke-on-Trent (Anh)

| Đội              | Tr | T | H | B | BT | BB | HS  | Đ |
| ---------------- | -- | - | - | - | -- | -- | --- | - |
| Anh              | 3  | 2 | 1 | 0 | 13 | 1  | +12 | 7 |
| Hà Lan           | 3  | 2 | 1 | 0 | 6  | 2  | +4  | 7 |
| Cộng hòa Ireland | 3  | 1 | 0 | 2 | 3  | 8  | -5  | 3 |
| Quần đảo Faroe   | 3  | 0 | 0 | 3 | 0  | 11 | -11 | 0 |

#### Bảng 4
- Địa điểm thi đấu: Passau, Bad Füssing (Đức)

| Đội          | Tr | T | H | B | BT | BB | HS  | Đ |
| ------------ | -- | - | - | - | -- | -- | --- | - |
| Đức          | 3  | 3 | 0 | 0 | 14 | 0  | +14 | 6 |
| Bỉ           | 3  | 2 | 0 | 1 | 15 | 6  | +9  | 3 |
| Cộng hòa Séc | 3  | 1 | 0 | 2 | 9  | 9  | -0  | 0 |
| Hungary      | 3  | 0 | 0 | 3 | 0  | 23 | -23 | 0 |

#### Bảng 5
- Địa điểm thi đấu: Mariehamn (Phần Lan)

| Đội      | Tr | T | H | B | BT | BB | HS  | Đ |
| -------- | -- | - | - | - | -- | -- | --- | - |
| Phần Lan | 2  | 1 | 1 | 0 | 22 | 2  | +20 | 4 |
| Nga      | 2  | 1 | 1 | 0 | 16 | 2  | +14 | 4 |
| Litva    | 2  | 0 | 0 | 2 | 0  | 34 | −34 | 0 |

#### Bảng 6
- Địa điểm thi đấu: Vejle, Kolding (Đan Mạch)

| Đội      | Tr | T | H | B | BT | BB | HS  | Đ |
| -------- | -- | - | - | - | -- | -- | --- | - |
| Đan Mạch | 2  | 2 | 0 | 0 | 12 | 0  | +12 | 6 |
| Ba Lan   | 2  | 1 | 0 | 1 | 6  | 6  | 0   | 3 |
| Estonia  | 2  | 0 | 0 | 2 | 1  | 13 | -12 | 0 |

#### Bảng 7
- Địa điểm thi đấu: Karlskrona, Sölvesborg (Thụy Điển)

| Đội                  | Tr | T | H | B | BT | BB | HS  | Đ |
| -------------------- | -- | - | - | - | -- | -- | --- | - |
| Thụy Điển            | 2  | 2 | 0 | 0 | 26 | 0  | +26 | 6 |
| Slovakia             | 2  | 1 | 0 | 1 | 14 | 6  | +8  | 3 |
| Bosna và Hercegovina | 2  | 0 | 0 | 2 | 0  | 34 | −34 | 0 |

#### Bảng 8
- Địa điểm thi đấu: Larvik, Sandefjord (Na Uy)

| Đội        | Tr | T | H | B | BT | BB | HS  | Đ |
| ---------- | -- | - | - | - | -- | -- | --- | - |
| Na Uy      | 2  | 2 | 0 | 0 | 18 | 0  | +18 | 6 |
| Thổ Nhĩ Kỳ | 2  | 0 | 1 | 1 | 2  | 10 | -8  | 1 |
| Ukraina    | 2  | 0 | 1 | 1 | 2  | 12 | -10 | 1 |

### Tứ kết
| Pháp | 1 – 0 | Đức |
| ---- | ----- | --- |
|      |       |     |

| Đức | 5 – 0 | Pháp |
| --- | ----- | ---- |
|     |       |      |

| Anh | 1 – 3 | Na Uy |
| --- | ----- | ----- |
|     |       |       |

| Na Uy | 1 – 0 | Anh |
| ----- | ----- | --- |
|       |       |     |

| Đan Mạch | 1 – 3 | Thụy Điển |
| -------- | ----- | --------- |
|          |       |           |

| Thụy Điển | 5 – 2 | Đan Mạch |
| --------- | ----- | -------- |
|           |       |          |

| Ý | 0 – 0 | Phần Lan |
| - | ----- | -------- |
|   |       |          |

| Phần Lan | 1 – 1 | Ý |
| -------- | ----- | - |
|          |       |   |

## Vòng chung kết
| Đội       | Tr | T | H | B | BT | BB | HS | Đ |
| --------- | -- | - | - | - | -- | -- | -- | - |
| Thụy Điển | 3  | 2 | 0 | 1 | 4  | 4  | 0  | 6 |
| Đức       | 3  | 2 | 0 | 1 | 4  | 2  | +2 | 6 |
| Ý         | 3  | 1 | 1 | 1 | 3  | 3  | 0  | 4 |
| Na Uy     | 3  | 0 | 1 | 2 | 2  | 4  | -2 | 1 |

| Đức | 2 – 1 | Na Uy |
| --- | ----- | ----- |
|     |       |       |

| Thụy Điển | 1 – 3 | Ý |
| --------- | ----- | - |
|           |       |   |

| Đức | 0 – 1 | Thụy Điển |
| --- | ----- | --------- |
|     |       |           |

| Na Uy | 0 – 0 | Ý |
| ----- | ----- | - |
|       |       |   |

| Ý | 0 – 2 | Đức |
| - | ----- | --- |
|   |       |     |

| Na Uy | 1 – 2 | Thụy Điển |
| ----- | ----- | --------- |
|       |       |           |

Thụy Điển vô địch thành tích đối đầu tốt hơn Đức.
| Vô địch U-18 châu Âu 1999  |
| -------------------------- |
| · Thụy Điển · Lần thứ nhất |